# Globba xantholeuca
Globba xantholeuca är en enhjärtbladig växtart som beskrevs av William Grant Craib. Globba xantholeuca ingår i släktet Globba och familjen Zingiberaceae. IUCN kategoriserar arten globalt som livskraftig.
Artens utbredningsområde är Thailand. Inga underarter finns listade i Catalogue of Life.